# Ion Uță
Ion (Ioan) Uță, ortografiat și Ion Utza, (n. 22 decembrie 1891, Caracal, județul Romanați - d. 7/8 februarie 1949, munții Banatului) a fost colonel în Armata Română. Între 1948-1949 a fost lider al unei organizații anticomuniste la sud de Caransebeș, cu centrul în zona Domașnea, inițiator al „Blocului Național”. Colonelul a fost ucis de Securitate în februarie 1949.

## Biografie
După înăbușirea Rebeliunii legionare de către armată, pe 23 ianuarie 1941, generalul Ion Antonescu a ordonat epurarea tuturor elementelor legionare din structurile statului. Circa 8.000 de legionari au fost prinși, judecați și condamnați la diferite pedepse și orice activitate politică legionară a fost interzisă. La 27 ianuarie 1941, Antonescu a format un nou guvern compus din militari și tehnocrați, iar reprezentanți ai armatei au fost numiți și în posturile de prefecți. Acestea sunt circumstanțele în care Colonelul Ioan Uță a fost numit prefect al județului interbelic Severin, poziție pe care a deținut-o până la îndepărtarea mareșalului Antonescu de la conducerea statului. 
A fost decorat la 27 ianuarie 1942 cu Ordinul „Coroana României” în gradul de Comandor.

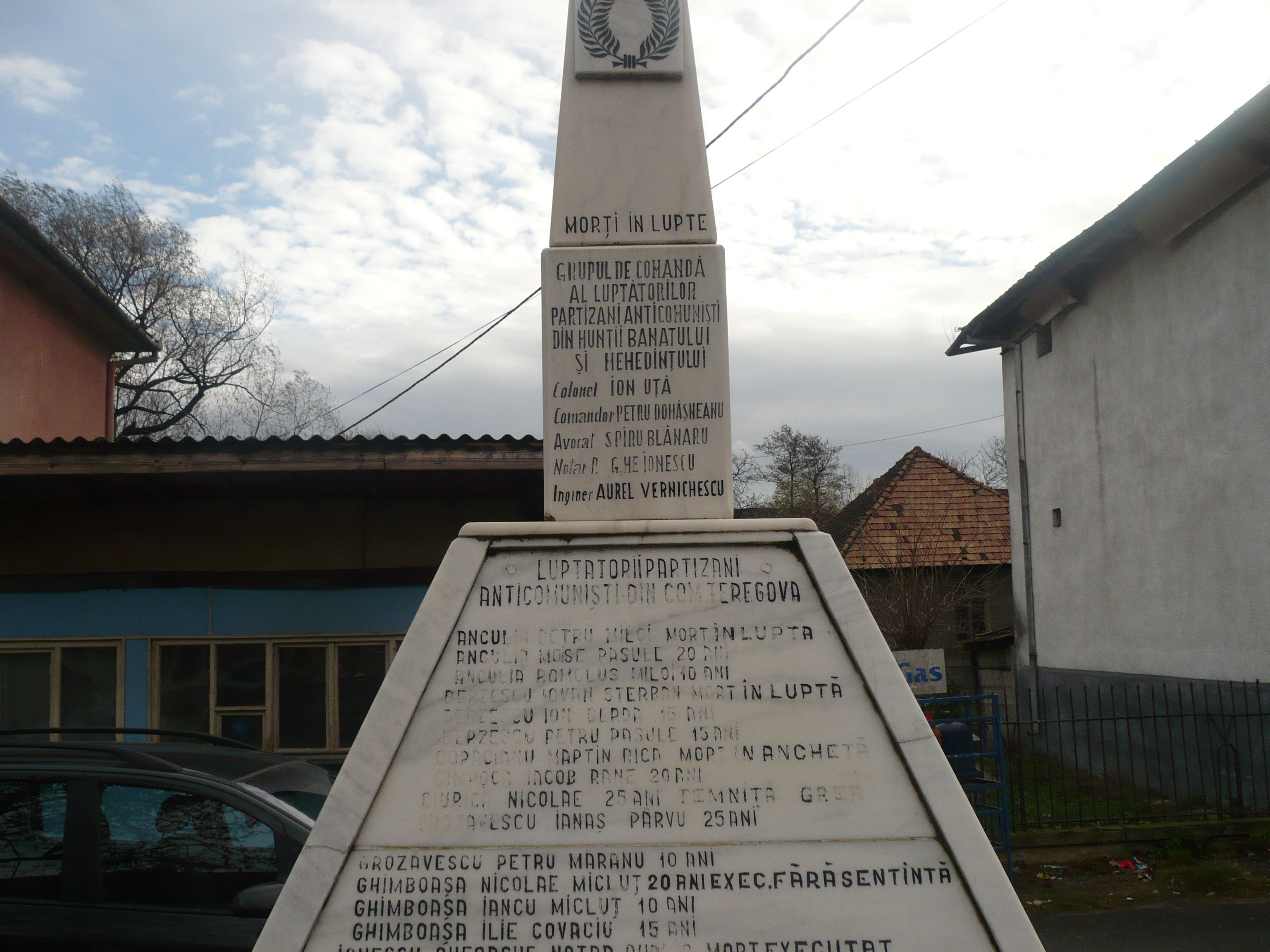
Monument în Teregova comemorând partizanii anticomuniști din Munții Banatului și Mehedințiului.
În partea superioară, numele lui Ion Uță.

Condamnat la moarte, la 17 mai 1946, de Tribunalul Poporului din București, Ion Antonescu a fost executat la Jilava, la 1 iunie 1946, alături de foștii săi colaboratori. După execuția lui Antonescu, Guvernul Petru Groza a declanșat în țară o mulțime de arestări din rândul ofițerilor superiori din imediata apropiere a Mareșalului. Deoarece Colonelul Uță fusese numit prefect de Antonescu, se număra și el printre cei care trebuiau să fie arestați. În plus, Ion Uță era membru al Partidul Național-Țărănesc - Maniu, încă un motiv ca să fie vânat de regimul comunist instalat în România de sovietici. Din aceste motive, în 1947, Ion Uță a fugit de acasă, împreună cu inginerul Aurel Vernichescu, în regiunea muntoasă din sudul județului Severin, reușind să se sustragă valului de arestări. 
Aurel Vernichescu s-a stabilit în zona Vârciorova, unde a înființat o grupare anticomunistă formată din 29 de luptători. Ion Uță și-a fixat cartierul general în Munții Banatului, având sub arme 20 de partizani anticomuniști și bazându-se pe grupări de sprijin în comunele din zonă, care ajutau cu găzduire, alimente, informații, armament și muniție. În acest scop, Ion Uță își face o mulțime de prieteni și de cunoștințe în această parte a Banatului de sud, în special a județului Severin, prin comunele din jurul Caransebeșului, Teregovei și al Băilor Herculane. 
Ion Uță a stat ascuns în pădurile din zonă, însă de multe ori, deghizat, el s-a deplasat între localitățile din județ, ba chiar și până la Timișoara, trecând prin Caransebeș și Lugoj, unde chiar a și poposit pentru scurtă vreme. Mai mult, el s-a întâlnit la Lugoj cu inginerul Aurel Vernichescu.
Prin trădare, colonelul Uță a fost ucis în noaptea de 7 spre 8 februarie 1949, într-o confruntare armată cu trupele de securitate, în zona satului Borlovenii Noi din județul Caraș-Severin.
Organizația anticomunistă a continuat însă să existe și după moartea lui Ion Uță, până în anul 1955, dată până la care toți membrii ei au fost pe rând capturați și/sau uciși.

## Decorații
- Ordinul „Steaua României” în gradul de ofițer (8 iunie 1940)[6]
- Ordinul „Coroana României”, în grad de Comandor (27 ianuarie 1942)[1]

## Omagiu
Pentru a cinsti memoria partizanului anticomunist, Primăria Timișoara a numit o arteră din municipiu „strada Martir Colonel Ioan Uță”.